# Jatinom (Kanigoro)
Jatinom is een bestuurslaag in het regentschap Blitar van de provincie Oost-Java, Indonesië. Jatinom telt 5162 inwoners (volkstelling 2010).